# Paweł Kawiecki
Paweł Kawiecki (ur. 5 listopada 1981) – polski szermierz, florecista, indywidualny mistrz Polski (2012), medalista mistrzostw Europy.

## Kariera sportowa
Z wykształcenia jest socjologiem. Występuje w klubie 
Sietom AZS AWFiS Gdańsk. Jest indywidualnym mistrzem Polski w 2012 oraz drużynowym mistrzem Polski w 2005, 2006 i 2007. Ponadto w 2014 został indywidualnym wicemistrzem Polski, w 2004, 2005, 2013 zdobył brązowy medal mistrzostw Polski w turnieju indywidualnym, w 2004, 2008, 2010, 2011 i 2012 srebrny medal mistrzostw Polski w turnieju drużynowym, w 2014 brązowy medal mistrzostw Polski w turnieju drużynowym.
Jego największym sukcesem na arenie międzynarodowej jest wicemistrzostwo Europy w turnieju drużynowym w 2013 (w turnieju indywidualnym był 25). Startował też na mistrzostwach świata w 2006 (6 m. drużynowo i 78 m. indywidualnie, 2010 (10 m. drużynowo i 37 m. indywidualnie), 2011 (4 m. drużynowo i 31 m. indywidualnie) i 2014 (10 m. drużynowo i 40 m. indywidualnie) oraz mistrzostwach Europy w 2005 (4 m. drużynowo, 37 m. indywidualnie), 2010 (4 m. drużynowo, 25 m. indywidualnie), 2011 (7 m. drużynowo, 12 m. indywidualnie), 2012 (5 m. drużynowo i 36 m. indywidualnie) i 2014 (4 m. drużynowo i 30 m. indywidualnie).